# Schönower Park
Der Schönower Park liegt im Berliner Ortsteil Zehlendorf. Er ist nach der Ortslage Schönow benannt, in der er sich befindet.

## Geschichte
Der deutsche Mediziner Bernhard Heinrich Laehr erwarb 1853 in Schönow Land und gründete dort eine private Nervenheilanstalt für psychisch erkrankte Frauen, den „Schweizer Hof“.  Auf dem 270 Hektar großen Areal ließ Laehr weitläufige Parks und Ackerflächen anlegen. Nach seinem Tod 1905 führte sein Sohn Hans die Klinik bis zu seinem Tod 1929 weiter. Das Grundstück fiel mit der Auflage an die Stadt Berlin, die Fläche für soziale Einrichtungen zu nutzen. Dennoch wurde ein Großteil des Schweizer Hofs abgerissen. Es entstanden Wohnhäuser für Senioren, ein Seniorenheim sowie die Kirchliche Hochschule Berlin-Zehlendorf. Auf drei Freiflächen entstanden der Heinrich-Laehr-Park, Schweizerhofpark und der Schönower Park. Hier fand Laehr auch seine letzte Ruhestätte. Eine Skulptur Schwermütige Frauen von Gottlieb Elster ziert sein Grabmonument. Im Park befinden sich weiterhin ein Teich sowie ein Spielplatz mit einem Holzspielgerät, welches das Thema Hänsel und Gretel aufgreift.
Das Berliner Baumdenkmal für die deutsche Einheit wurde am 3. Oktober 2015 gegenüber dem Märchenspielplatz gepflanzt. Eine Bank am Weg besteht aus drei Granitblöcken vom Palast der Republik. Am 3. Oktober 2021 wurde eine Tafel mit Informationen zum Denkmal an einem der drei dort eingebauten Granitblöcke freigegeben.